# Ernst-Oldwig von Natzmer
Ernst-Oldwig Louis Carlo von Natzmer (* 15. Oktober 1868 in Hannover; † 21. August 1942 in Stettin) war ein deutscher Konteradmiral der Kaiserlichen Marine.

## Leben

### Herkunft
Ernst-Oldwig von Natzmer war ein Sohn vom Oberst Gneomar Ernst von Natzmer und dessen Ehefrau Johanna Emma Ludowika, geb. von Blumenthal (* 1845). Seine jüngste Schwester Edith Malvine Maria (* 1879) heiratete später den Musikforscher Alfons Kreichgauer (1889–1958).

### Militärkarriere
Ernst-Oldwig von Natzmer trat im April 1888 in die Kaiserliche Marine ein. Im Oktober/November 1901 war er als Kapitänleutnant vertretungsweise Kommandant der Luchs. 1908 veröffentlichte er im Militär-Wochenblatt einen Artikel zum Fußballspiel, als Sport zur körperlichen Förderung der Marinesoldaten. Er war damit der erste Autor im Militär-Wochenblatt, welcher über die Sportart im militärischen Zusammenhang berichtete.
Von März 1910 an war er Kommandant der München. Anschließend war er ab November 1910 Kommandant der neu in Dienst gestellten Augsburg. In dieser Position zum Fregattenkapitän befördert, blieb er bis März 1911 Kommandant der Augsburg. Mitte Januar 1911 war das Schiff bei Rettungs- und Bergungsarbeiten für das gesunkene Unterseeboot U 3 eingesetzt. Von April 1911 an war er Kommandant der Hertha und wurde am 6. Mai 1912 Kapitän zur See. Ende März 1913 gab er das Kommando ab.
Nach dem Ausbruch des Ersten Weltkrieges übernahm er Anfang August 1914 bis zur Reduzierung der Schiffsbesatzung im März 1915 die erneut in Dienst gestellte Kaiser Barbarossa. Vom 1. April 1915 bis 13. August 1915 war er Kommandant der Freya, welche unter seinem Kommando als Schulschiff für Seekadetten und Schiffsjungen verwendet wurde. Ab August 1915 war er bis März 1918 Kommandant der Ostfriesland, welche auch im Mai/Juni 1916 in der Skagerrakschlacht eingesetzt wurde. Anschließend war er bis August 1918 Kommandant des Schulschiffs König Wilhelm. Bis Kriegsende war er Kommandeur der 1. Marine-Brigade bei der 1. Marine-Division. Am 22. November 1919 wurde er aus der Marine verabschiedet. Am 4. Februar 1920 erhielt er den Charakter als Konteradmiral verliehen.
Von der Trauerfeier im Sommer 1943 in der Garnisonkirche in Stettin wird berichtet, dass kurz nach Beginn der Trauerrede die versammelte Parteiprominenz der NSDAP aus Protest gegen die kaisertreuen, besitzenden Adligen die Kirche verließ.

### Familie
Am 28. September 1903 heiratete er in Berlin-Charlottenburg Elsbeth von Blanc (1881–1961), Tochter des Admirals Louis von Blanc und Elsbeth von Puttkamer. Einer ihrer Söhne war der spätere Landrat Oldwig von Natzmer (1905–1942).

## Werke (Auswahl)
- Eine Reise nach Jerusalem vor 400 Jahren. In: Marine-Rundschau, 1898, II, S. 1349 ff.
- Die Fahrt S. M. Yacht Hohenzollern nach dem heiligen Land. In: Marine-Rundschau, 1899, I, S. 129 ff.
- Doppelte Staatsangehörigkeit. In: Marine-Rundschau, 1900, I, S. 153 ff.